# Miffy
Miffy (nid. Nijntje; ang. Miffy and Friends, 2003-2007) – holenderski serial animowany, który swoją premierę w Polsce miał 1 listopada 2010 roku na kanale MiniMini. Zrealizowany na podstawie serii książeczek autorstwa Dicka Bruny, wydanych w Polsce przez wydawnictwo Format
Postać Miffy jest znana na całym świecie; książki Dicka Bruny (w Holandii od 1955 roku) po raz pierwszy importowała Japonia (w 1964 r.), następnie zaczęły się ukazywać w Wielkiej Brytanii, Francji i Niemczech. Historyjki o króliczce sprzedały się w ponad 85 milionach egzemplarzy; przetłumaczono je na 46 języków (w tym na japoński, angielski, arabski, włoski, niemiecki, francuski, hiszpański, grecki, szwedzki, turecki, zulu, surinamski, Braille’a, łaciński i wiele innych). W Polsce, nakładem wydawnictwa FORMAT, ukazały się: „Miffy”, „Miffy w zoo”, „Urodziny Miffy”, „Miffy nad morzem”, „Miffy i króliczątko”, „Miffy w przedszkolu”, „Miffy, dziadek i babcia”, „A ku ku Miffy” i „Miffy w zagrodzie”.

## Opis fabuły
Kreskówka opowiada o przygodach małej, energicznej króliczej dziewczynki zwanej Miffy, która każdego dnia codziennie przeżywa wiele fantastycznych przygód.